# Alexander Roche, Baron Roche
Alexander Adair Roche, Baron Roche PC KC (* 24. Juli 1871; † 22. Dezember 1956) war ein britischer Jurist, der zuletzt als Lord of Appeal in Ordinary aufgrund des Appellate Jurisdiction Act 1876 als Life Peer auch Mitglied des House of Lords war.

## Leben

### Rechtsanwalt und Richter
Nach dem Besuch der Ipswich School absolvierte Roche ein Studium der Rechtswissenschaften am Wadham College der University of Oxford und erhielt 1896 seine anwaltliche Zulassung bei der Rechtsanwaltskammer (Inns of Court) von Inner Temple. Im Anschluss nahm er eine Tätigkeit als Barrister auf und wurde für seine anwaltlichen Verdienste 1912 zum Kronanwalt (King’s Counsel) ernannt. Nach einer Tätigkeit als Rechtsberater des Außenhandelsministeriums zwischen 1914 und 1917 wurde er 1917 sogenannter „Bencher“ der Anwaltskammer von Inner Temple.
1917 wurde Roche Richter der Kammer für Zivilsachen (King’s Bench Division) an dem für England und Wales zuständigen  High Court of Justice und bekleidete dieses Richteramt bis 1934. Zugleich wurde er 1917 zum Knight Bachelor geschlagen und führte seither den Namenszusatz „Sir“. Während dieser Zeit war er von 1919 bis 1920 Vorsitzender des Komiteeds für Gelegenheitsarbeit im Londoner Hafen sowie zwischen 1932 und 1947 Vorsitzender des Vierteljahrgerichts (Court of Quarter Sessions) von Oxfordshire.
Nach Beendigung der Richtertätigkeit am High Court of Justice erfolgte 1934 seine Berufung zum Richter (Lord Justice of Appeal) am Court of Appeal, dem für England und Wales zuständigen Appellationsgericht, an dem er bis 1935 tätig war. Daneben wurde er 1935 auch zum Privy Councillor ernannt.

### Lordrichter und Oberhausmitglied
Durch ein Letters Patent vom 14. Oktober 1935 wurde Roche aufgrund des Appellate Jurisdiction Act 1876 als Life Peer mit dem Titel Baron Roche, of Chadlington in the County of Oxford, zum Mitglied des House of Lords in den Adelsstand berufen und wirkte bis zunächst seinem Rücktritt am 5. Januar 1938 als Lordrichter (Lord of Appeal in Ordinary).
Zuletzt war Lord Roche, der 1939 auch Schatzmeister der Anwaltskammer von Inner Temple war, zwischen 1940 und 1943 Vorsitzender der Behörde für Löhne in der Landwirtschaft (Agricultural Wages Board).

## Veröffentlichungen
- Some thoughts on education and on juvenile courts, 1945